# Tourtrès
Tourtrès is een gemeente in het Franse departement Lot-et-Garonne (regio Nouvelle-Aquitaine) en telt 121 inwoners (2005). De plaats maakt deel uit van het arrondissement Villeneuve-sur-Lot.

## Geografie
De oppervlakte van Tourtrès bedraagt 12,0 km², de bevolkingsdichtheid is 10,1 inwoners per km².
De onderstaande kaart toont de ligging van Tourtrès met de belangrijkste infrastructuur en aangrenzende gemeenten.

## Demografie
Onderstaande figuur toont het verloop van het inwonertal (bron: INSEE-tellingen).